# Умар ас-Сума
Умар Джихад ас-Сума (араб. عمر جهاد السومة‎, 23 марта 1989, Дайр-эз-Заур) — сирийский футболист, нападающий саудовского клуба «Аль-Ахли» из Джидды.

## Клубная карьера
Умар ас-Сума — воспитанник клуба «Аль-Футува» из своего родного Дайр-эз-Заура. В его составе он стал в сезоне 2007/08 чемпионом Сирии в своей возрастной категории, а также с 29 голами лучшим бомбардиром турнира. В следующем сезоне Умар ас-Сума дебютировал в национальном чемпионате с 12 забитыми мячами войдя в тройку ведущих снайперов лиги. Однако результативность 18-летнего нападающего не помогла «Аль-Футуве» сохранить место в сирийской Премьер-лиге. Следующий год Умар ас-Сума провёл с командой во Второй лиге. В сезоне 2010/11 он успел отметиться пятью голами, а чемпионат вскоре был прерван из-за начавшихся волнений в стране. Через несколько месяцев после этого Умар ас-Сума перешёл в кувейтскую «Аль-Кадисию».
В Кувейте сириец отыграл три сезона, выиграв с командой ряд национальных трофеев. 20 сентября 2013 он сделал покер в матче с «Аль-Тадамуном», а по итогам чемпионата 2013/14 стал лучшим его бомбардиром. Летом 2014 года Умар ас-Сума подписал контракт с саудовским клубом «Аль-Ахли» из Джидды. В первом же своём сезоне в саудовской Про-лиге сириец с 22 голами стал лучшим снайпером турнира. В том числе он сделал хет-трик в поединке с «Аль-Насром», ставшим в итоге чемпионом страны тогда. В следующем году Умар ас-Сума увеличил свой предыдущий показатель в лиге на четыре мяча, тем самым вновь выиграв гонку бомбардиров, а также внеся существенный вклад в первое за долгое время чемпионство «Аль-Ахли».

## Карьера в сборной
11 октября 2012 года Умар ас-Сума дебютировал в составе сборной Сирии в товарищеском матче против команды Кувейта, проходившем на нейтральном поле в Омане. В том же году он принял участие в трёх матчах, включая и финал, победного для сирийцев Чемпионата Федерации футбола Западной Азии 2012.
В 2019 году включён в состав сборной на кубок Азии в ОАЭ. 15 января, на 80 минуте игры с пенальти, забил второй гол своей команды в третьем матче группового этапа в ворота сборной Австралии и сравнял счёт. Однако, Сирия уступила 2:3 и не прошла в следующий раунд.

## Достижения
«Аль-Кадисия»
- Чемпион Кувейта (2): 2011/12, 2013/14
- Обладатель Кубка эмира Кувейта (2): 2011/12, 2013
- Обладатель Кубка наследного принца Кувейта (2): 2012/13, 2013/14
- Обладатель Кубка Федерации футбола Кувейта (1): 2012/13
- Обладатель Суперкубка Кувейта (2): 2013, 2014
- Финалист Кубка АФК (1): 2013

«Аль-Ахли»
- Чемпион Саудовской Аравии (1): 2015/16
- Обладатель Кубка наследного принца Саудовской Аравии (1): 2014/15
- Обладатель Саудовского кубка чемпионов (1): 2016
- Обладатель Суперкубка Саудовской Аравии (1): 2016